# Natsuko Hara (Fußballspielerin)
Natsuko Hara (jap. 原 菜摘子, Hara Natsuko; * 1. März 1989 in Ōme) ist eine ehemalige japanische Fußballspielerin.

## Karriere

### Verein
Sie begann ihre Karriere bei Nippon TV Beleza, wo sie von 2006 bis 2015 spielte. 2015 beendete sie Spielerkarriere.

### Nationalmannschaft
Mit der japanischen Nationalmannschaft qualifizierte sie sich für die U-20-Weltmeisterschaft der Frauen 2008.
Hara absolvierte ihr erstes Länderspiel für die japanischen Nationalmannschaft am 13. Januar 2010 gegen Dänemark. Insgesamt bestritt sie zwei Länderspiele für Japan.

## Errungene Titel

### Mit Vereinen
- Nihon Joshi Soccer League: 2006, 2007, 2008, 2010, 2015

### Persönliche Auszeichnungen
- Asian Women’s Footballer of the Year: 2005
- Nihon Joshi Soccer League Best XI: 2015